# Suicide par pilote
Le suicide en avion concerne plusieurs types de comportement par lesquels des individus solitaires ou en petit groupe soit précipite un avion contre le sol, soit contre un autre appareil, pour mettre fin à leur vie et à celles d'autres éventuels passagers ou de personnes au sol, en détruisant parfois des bâtiments qui peuvent servir de cibles.
De tels actes constituent environ un pour cent de toutes les catastrophes aériennes enregistrées[réf. nécessaire].
La caractérisation du suicide est parfois difficile, faute de preuves ; c'est le cas notamment lorsque l'appareil utilisé n'est pas retrouvé ; ou lorsque les enregistrements et les observations du vol sont absents ou insuffisants.
Le motif de tels suicides peut être soit individuel, notamment en raison de troubles personnels ou familiaux, soit consister en actes de guerre ou de terrorisme.

## Typologie
Les suicides par avion se divisent en deux catégories : les suicides à proprement parler, et les meurtres-suicides, commis dans le but de tuer un maximum de personnes (terrorisme ou acte de guerre).
Une étude de 2016 recense 65 cas où le pilote a utilisé un avion pour se suicider (ainsi que 6 cas où des passagers ont sauté délibérément d'un avion) ; 18 meurtres-suicides perpétrés avec un avion ont également été recensés, entraînant la mort de 732 personnes. Pour des raisons méthodologiques, l'étude choisit délibérément d'écarter les cas d'attentats-suicides terroristes, tels que les attentats du 11 septembre 2001.

## Attaques suicides pendant la Seconde Guerre mondiale

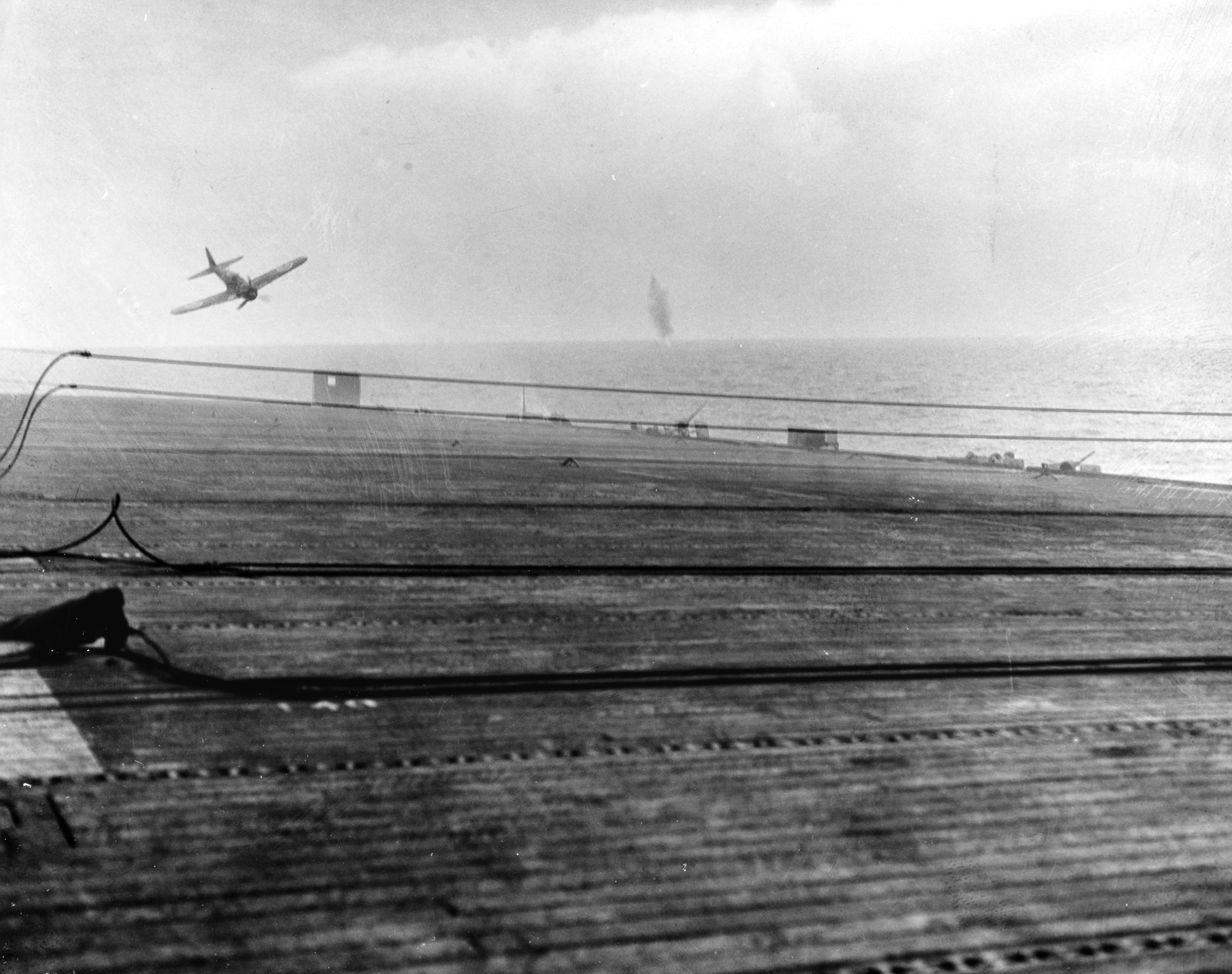
Un kamikaze japonais sur le point de s'écraser contre le porte-avions américain, le 25 octobre 1944.

Un kamikaze, ou kamikazé, en japonais : 神風, officiellement 特別攻撃隊 (tokubetsu kōgeki-tai), est un militaire de l'empire du Japon qui, durant la Seconde Guerre mondiale, effectuait une mission-suicide pendant la guerre du Pacifique.

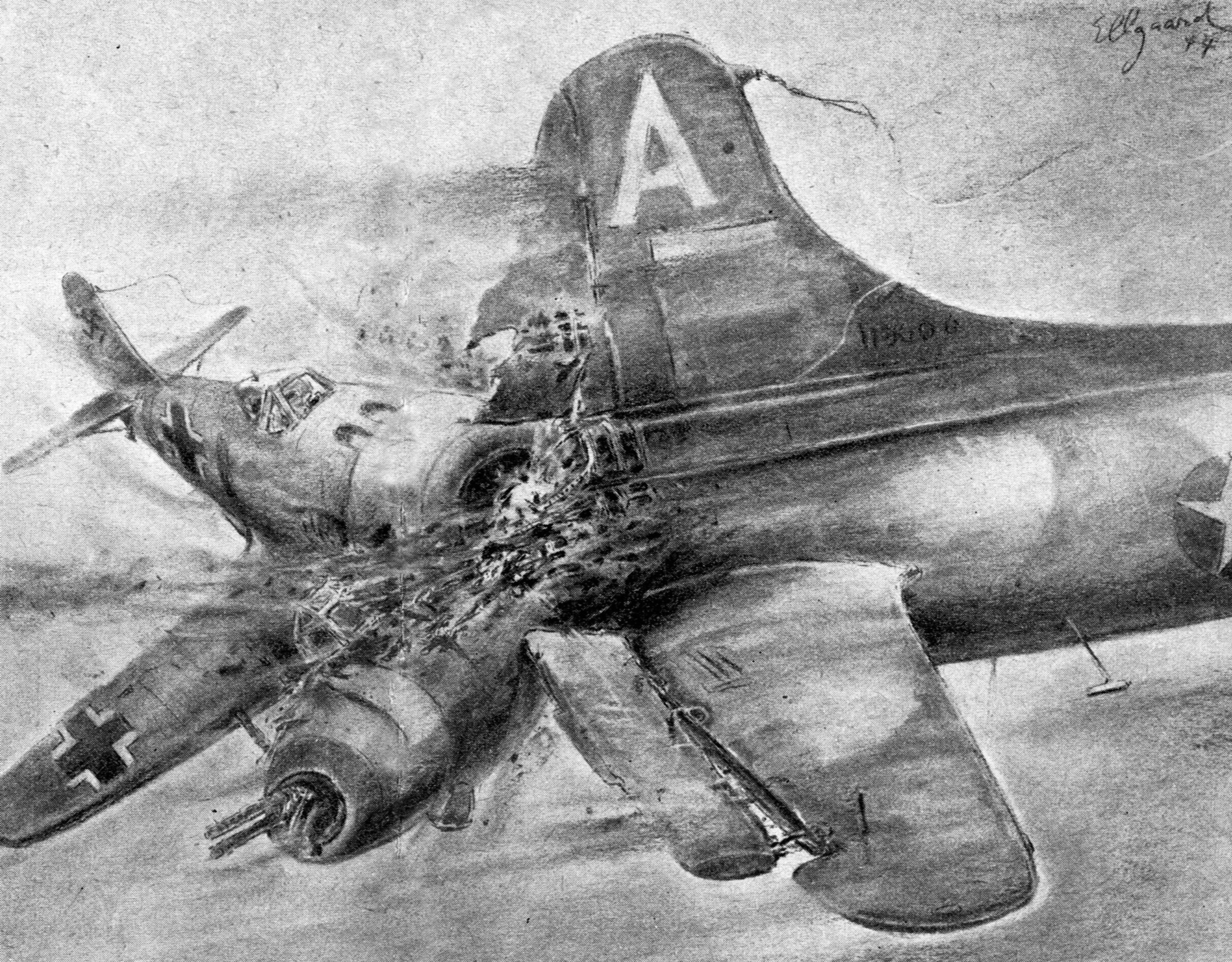
Ich ramme, illustration d'une collision volontaire (taran) d'un chasseur allemand sur un bombardier américain, Berliner Illustrierten, 1944.

 Il avait pour objectif d'écraser son avion ou son sous-marin contre des navires américains et alliés.
C'était une tactique militaire inhumaine et désespérée pour jeter une charge explosive contre une cible militaire, avec une probabilité maximale d'atteinte. Le taran est une technique de combat aérien où un pilote écrase délibérément son appareil contre un autre avion afin de le détruire.

## Liste de suicides en avion
Cette liste exclut les attaques-suicides en avion pendant la Seconde Guerre mondiale (voir section précédente).
| Date de l'accident | Suicidé(s)                         | Liaison           | Vol                                              | Victimes                                                                  | Scénario du suicide | Avion                                          | Refs          |
| ------------------ | ---------------------------------- | ----------------- | ------------------------------------------------ | ------------------------------------------------------------------------- | --- | ---------------------------------------------- | ------------- |
| 7 mai 1964         | Pirate, Suicide certain            | Commerciale       | Vol 773 de Pacific Air Lines (en)                | 44                                                                        | Suite à des mois d'endettement et de conflits avec sa femme, Francisco Gonzales décide d'assassiner les pilotes d'un avion dans l'intention de se suicider. | Fairchild F-27A                                | [ 3 ]         |
| 22 février 1974    | Pirate, Suicide avorté             | Commerciale       | Vol Delta Airlines 523                           | Plusieurs à terre et dans l'avion à l'arrêt (cf article Samuel Byck (en)) | Samuel Byck (en) avait l'intention de s'écraser sur la Maison-Blanche dans l'espoir de tuer le Président des États-Unis, Richard Nixon. Il tue plusieurs personnes, monte dans un avion pour le détourner, mais l'appareil n'a jamais quitté son stationnement. |                                                | [ 4 ]         |
| 26 septembre 1976  | Pilote, Suicide certain            | Non commerciale   | Aeroflot                                         | 12 (Le pilote, et 11 personnes au sol)                                    | Le pilote a décollé de l'aéroport de Severny-Novossibirsk (en) pour écraser l'avion contre un complexe résidentiel où vivait son ex-femme. Cette dernière n'a pas été tuée par l'accident.                                                                      |                                                | [ 5 ]         |
| 5 janvier 1977     | Pilote, Suicide certain            | Non commerciale   | Catastrophe aérienne de Connellan (en)           | 5 (Le pilote et 4 personnes au sol)                                       | Meurtre-suicide par un ancien employé de Connellan Airways (en) (futur Connair), qui écrase un Beechcraft Baron contre le complexe Connair à l'aéroport d'Alice Springs, Territoire du Nord, Australie.                                                         | Photographie d'un avion Beechcraft 58P Barron. | [ 6 ]         |
| 22 août 1979       | Mécanicien, Suicide certain        | Non commerciale   | Appareil volé                                    | 4 (pilote, 3 au sol)                                                      | Un mécanicien de 23 ans travaillant à l'aéroport El Dorado de Bogota a volé un avion Hawker-Siddeley HS-748, puis l'a écrasé dans une banlieue de Bogota. |                                                | [ 7 ]         |
| 9 février 1982     | Pilote, suicide avorté             | Commerciale       | Vol Japan Airlines 350                           | 24                                                                        | Le pilote a engagé les inverseurs de poussée des moteurs 2 et 3 durant le vol. Le copilote et le navigateur reprennent tardivement le contrôle : l'avion s'écrase en mer.                                                                                       | Photographie d'un Douglas DC-8.                | [ 8 ]         |
| 15 septembre 1982  | Pilote, Suicide certain            | Non commerciale   | Incident à Bankstown Airport                     | 1                                                                         | Le pilote s'écrase délibérément contre l'aéroport de la ville de Bankstown, Nouvelle-Galles du Sud, Australie. |                                                | [ 9 ]         |
| 7 décembre 1987    | Pirate, Suicide certain            | Commerciale       | Vol Pacific Southwest Airlines 1771              | 43 (tous, dont 4 ou 5 exécutés avant l'impact)                            | Un employé licencié introduit une arme dans l'avion grâce à son badge. Après avoir tué les pilotes, il pousse les moteurs à leur maximum et met l'appareil en descente.                                                                                         |                                                | [ 10 ]        |
| 7 avril 1994       | Mécanicien, Suicide avorté         | Transport de fret | Vol FedEx 705                                    | 0                                                                         | Un employé de FedEx sur le point d'être licencié monte à bord de l'avion, avec plusieurs armes dissimulées. Il essaie de neutraliser les membres de l'équipage sans succès. L'avion se pose en sécurité.                                                        |                                                | [ 11 ]        |
| 13 juillet 1994    | Pilote, Suicide certain            | Non commerciale   | Appareil volé                                    | 1                                                                         | Un ingénieur de l'armée de l'air russe a volé un avion sur la base aérienne de Kubinka dans les environs de Moscou. Il a tourné en rond jusqu'à la panne sèche, puis s'est écrasé.                                                                              |                                                | [ 12 ]        |
| 24 décembre 1994   | Pirates                            | Commerciale       | Vol Air France 8969                              | 7 (les 4 pirates, 3 passagers)                                            | Après avoir tué trois passagers, les pirates avaient l'intention d'écraser l'avion contre la tour Eiffel à Paris. Quand l'avion s'est posé à Marseille, une unité antiterroriste du GIGN a tué les quatre terroristes.                                          |                                                | [ 13 ]        |
| 21 août 1994       | Pilote, Suicide probable           | Commerciale       | Vol Royal Air Maroc 630                          | 44                                                                        | Le commandant de bord déconnecte le pilote automatique et fait délibérément s'écraser l'avion. |                                                | [ 14 ] [ 15 ] |
| 19 décembre 1997   | Pilote, Suicide probable           | Commerciale       | Vol SilkAir 185                                  | 104                                                                       | Écrasement intentionnel du pilote (thèse contestée par le gouvernement indonésien). |                                                | [ 16 ]        |
| 11 octobre 1999    | Pilote, Suicide certain            | Non commerciale   | Incident d'Air Botswana en 1999 (en)             | 1                                                                         | Le pilote a réquisitionné puis écrasé un avion d'Air Botswana contre un groupe d'avions stationnés à l'aéroport international de Sir Seretse Khama à Gaborone, Botswana.                                                                                        |                                                | [ 17 ]        |
| 31 octobre 1999    | Copilote, Suicide probable         | Commerciale       | Vol EgyptAir 990                                 | 217                                                                       | Après que le commandant de bord a quitté le cockpit, le copilote écrase l'avion dans l'océan (É.-U. Conseil national de la sécurité des transports); défaillance mécanique (Egyptian air agency)                                                                |                                                | ,             |
| 11 septembre 2001  | Pirates, Suicide certain           | Commerciale       | Vol American Airlines 11                         | 1692 (87 passagers et membres d'équipage, 5 pirates, environ 1600 au sol) | Avion détourné et écrasé sur la tour nord du World Trade Center lors des attentats du 11 septembre 2001. |                                                | [ 22 ]        |
| 11 septembre 2001  | Pirates, Suicide certain           | Commerciale       | Vol United Airlines 175                          | 960 (60 passagers et membres d'équipage, 5 pirates, environ 900 au sol)   | Avion détourné et écrasé contre la tour sud du World Trade Center lors des attentats du 11 septembre 2001. |                                                | [ 22 ]        |
| 11 septembre 2001  | Pirates, Suicide certain           | Commerciale       | Vol American Airlines 77                         | 187 (57 passagers et membres d'équipage, 5 pirates, 125 au sol)           | Avion détourné et écrasé contre le Pentagone lors des attentats du 11 septembre 2001. |                                                | [ 22 ]        |
| 11 septembre 2001  | Pirates, Suicide certain           | Commerciale       | Vol United Airlines 93                           | 44 (40 passagers et membres d'équipage, 4 pirates)                        | Avion détourné et écrasé à Shanksville, Pennsylvanie lors des attentats du 11 septembre 2001. |                                                | [ 22 ]        |
| 5 janvier 2002     | Pilote, Suicide certain            | Non commerciale   | Attentat de Tampa du 5 janvier 2002              | 1 (pilote)                                                                | Écrasement contre la Bank of America Plaza. |                                                | [ 23 ]        |
| 18 avril 2002      | Pilote, Suicide supposé            | Non commerciale   | Crash sur la tour Pirelli (en)                   | 3 (pilote, 2 dans la tour)                                                | L'avion s'est écrasé dans la tour Pirelli à Milan. Le suicide est une hypothèse. |                                                | [ 24 ]        |
| 18 février 2010    | Pilote, Suicide certain            | Non commerciale   | Attentat d'Austin du 18 février 2010             | 2 (pilote, 1 au sol)                                                      | Andrew Joseph Stack III a délibérément écrasé son monomoteur Piper Dakota dans le bâtiment I du complexe de bureaux Echelon à Austin (Texas). |                                                | [ 25 ]        |
| 29 novembre 2013   | Pilote, Suicide certain            | Commerciale       | Vol LAM Mozambique Airlines 470                  | 33                                                                        | Le pilote écrase délibérément son avion, le copilote étant bloqué en dehors du cockpit. |                                                | [ 14 ]        |
| 24 mars 2015       | Copilote, Suicide certain          | Commerciale       | Crash de l'A320 de Germanwings                   | 150                                                                       | Alors que le commandant sort du cockpit pour aller aux toilettes, le copilote verrouille la porte et met l'avion en forte descente jusqu'à l'écrasement une dizaine de minutes plus tard.                                                                       |                                                | [ 26 ] [ 27 ] |
| 10 août 2018       | Suicide d'un employé de l'aéroport | Avion volé        | Accident d'un Bombardier Q400 en baie de Seattle | 1                                                                         | Un employé de l'aéroport, sans expérience de pilotage, dérobe l'avion et vole pendant 90 minutes dans la baie de Seattle avant de s'écraser |                                                | [ 28 ]        |
| 21 mars 2022       | Pilote, Suicide supposé            | Commerciale       | Vol China Eastern Airlines 5735                  | 132                                                                       | L'avion s'écrase au xian de Teng, le suicide est une hypothèse. |                                                | ,             |